# 石渡荘太郎

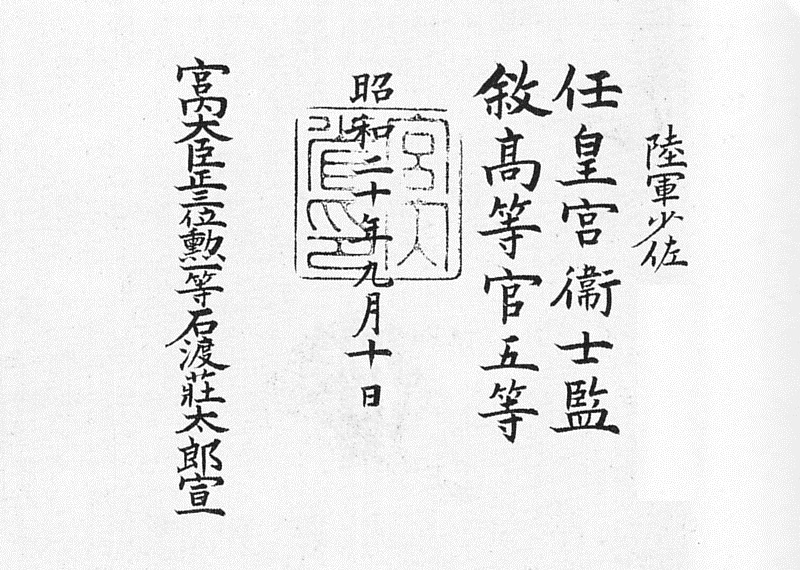
宮相の身分の時、石渡が発行した禁衛府衛士監の辞令

石渡 荘太郎（いしわた そうたろう、1891年〈明治24年〉10月9日 - 1950年〈昭和25年〉11月4日）は、日本の官僚、政治家。位階・勲等は正三位勲一等。東京都出身。

## 人物
旧幕臣で第一次西園寺公望内閣の内閣書記官長を務めた石渡敏一の長男。
大蔵大臣・内閣書記官長・宮内大臣などを歴任。近衛文麿の学友であり、税務・経済のスペシャリストとして各政権で重用された。
平沼内閣の蔵相時代、外相有田八郎、海相米内光政とともに日独伊三国同盟に反対を貫いた。
太平洋戦争終結後、1945年（昭和20年）11月12日から11月15日にかけて行われた昭和天皇による戦争終熄奉告では、宮内大臣として供奉。天皇とともに伊勢神宮、神武天皇陵、明治天皇陵を巡った。
その後、公職追放中に病を得て死去。
死去当日には喪中御尋として天皇、皇后から夫人に果物が、翌日には天皇、皇后、皇太后から祭粢料を賜った。享年59。墓所は多磨霊園。

## 略歴
- 学習院中等科、一高卒業
- 1916年5月　東京帝国大学法科大学法律学科英法科卒。同年大蔵省入省、税務監督局配属。

司税官、税務監督局事務官、国税課長などを経て、
- 1936年　内閣調査局調査官。

賀屋興宣・青木一男とともに「大蔵省の三羽烏」と謳われたが、内閣調査局に事実上の左遷となる。
- 1937年2月　主税局長。
- 1937年6月　第一次近衛内閣の大蔵次官。
- 1939年　平沼内閣の蔵相。
- 1940年　米内内閣の書記官長。（本来書記官長は勅任官であるが、特に親任官待遇とされた[6]。）
  - 7月16日、貴族院勅選議員[7]
- 1942年　汪兆銘政権の最高経済顧問。
- 1944年　東条内閣の蔵相。小磯内閣でも蔵相、のち国務大臣兼書記官長。
- 1945年　宮相。
  - 6月9日 貴族院勅選議員辞職[8]

## 栄典
- 1940年（昭和15年）8月15日 - 紀元二千六百年祝典記念章[9]
- 勲一等瑞宝章 ：1945年（昭和20年）4月18日[10]

外国勲章佩用允許
- 1942年（昭和17年）2月9日 - 満洲国：勲二位景雲章 [11]
- 1942年（昭和17年）2月9日 - 満洲国：建国神廟創建記念章[11]
- 1944年（昭和19年）7月20日 - 満州国国勢調査紀念章[12]

## 著作
- 『国際二重課税に就いて』日本経済聯盟会〈国際商議関係書類 第36号〉、1929年12月。 NCID BN05814172。
- 『百億予算と百億貯蓄』朝日新聞社、1939年4月。 NCID BA35171626。全国書誌番号:44024537。
- 『興亜経済の前途』今日の問題社、1939年7月。 NCID BN08701048。全国書誌番号:46052636。
- 『戦時経済と国民の覚悟』日本協会出版部、1939年12月。全国書誌番号:44020746。

## 文献
- 『石渡荘太郎』石渡荘太郎伝記編纂会編・刊、1954年
- 『心如水 石渡さんを偲ぶ』鹿喰清一 編、同・刊行会、1982年